# Свята Росії
Свята Росії — офіційно встановлені в Росії святкові дні, професійні свята, пам'ятні дні, пам'ятні дати та дні військової слави (переможні дні) Росії.

## Неробочі дні
Неробо́чі дні — офіційні вихідні дні, коли роботодавці зобов'язані надати своїм робітниками оплачувані вихідні.

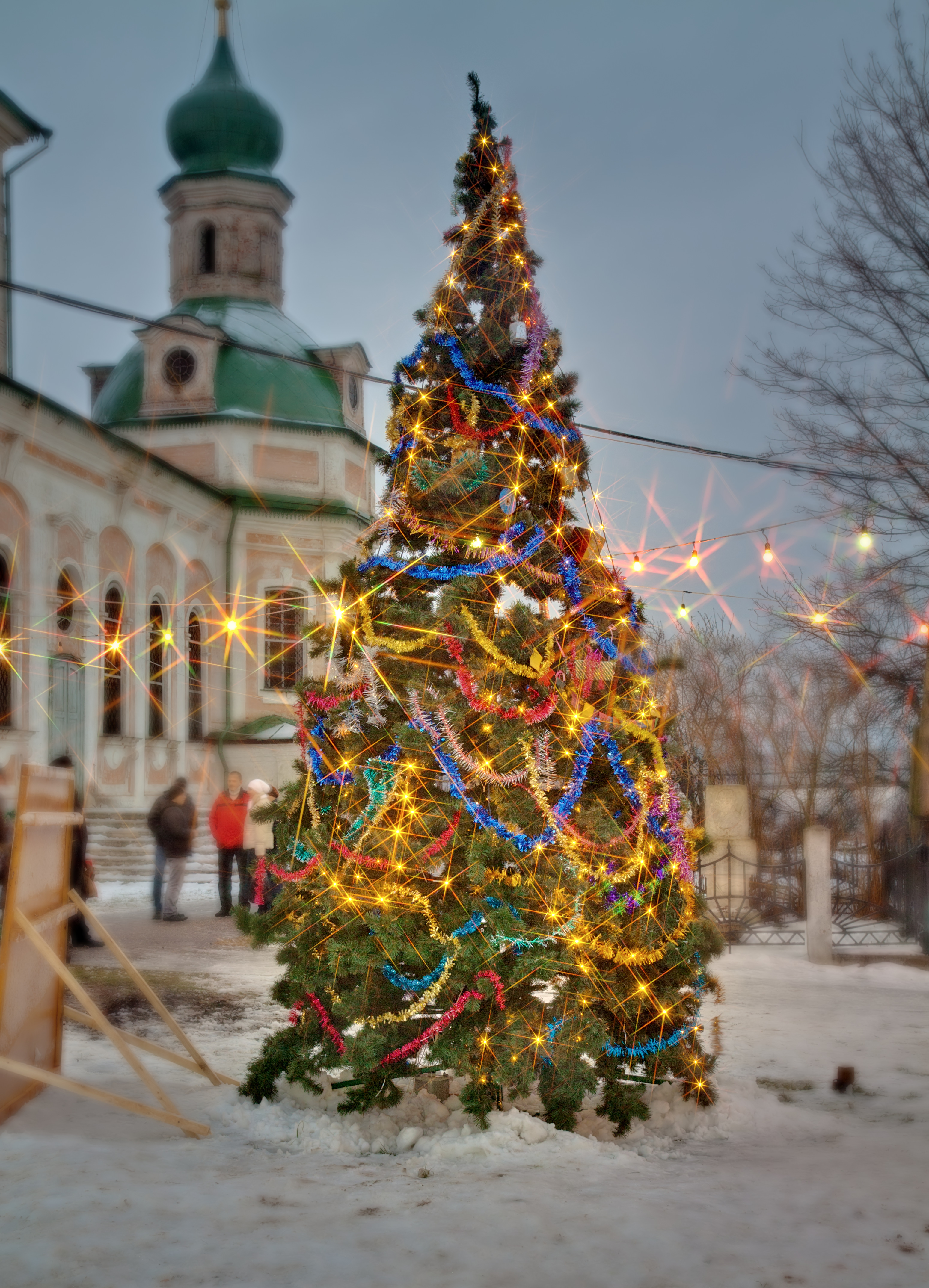
Новорічна ялинка. Переславський Музей-заповідник, Різдво 2012

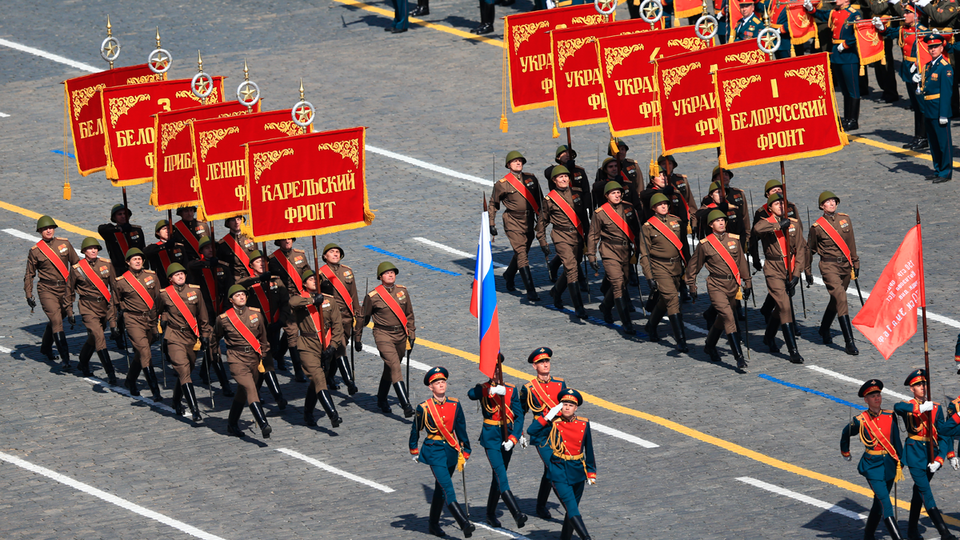
Парад на Красній площі 9 травня 2015 року

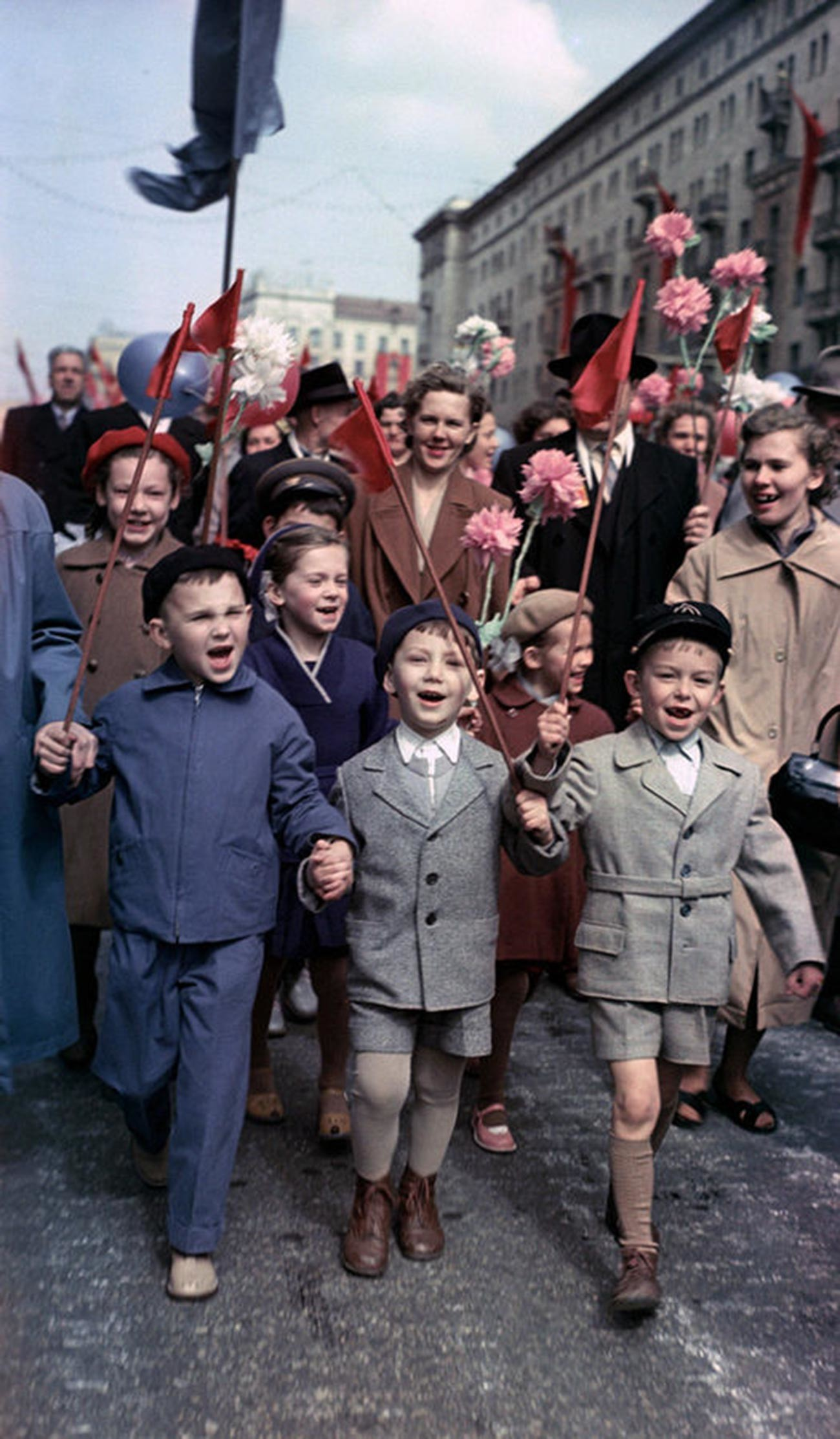
Першотравнева демонстрація на вулицях Москви, 1960

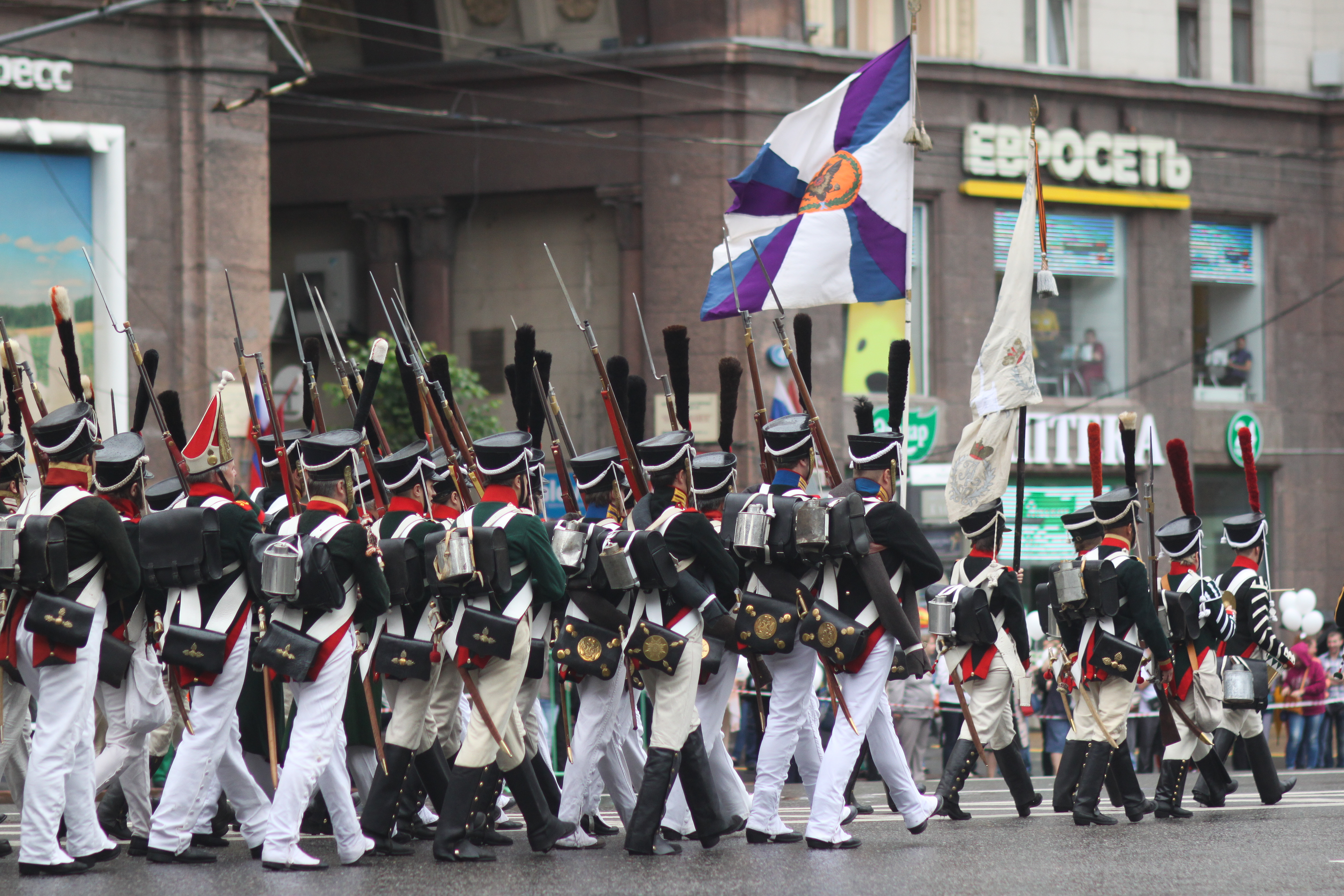
Парад на День Росії, Москва, 2013

### Новий Рік
На додаток до Нового року (Новый год) 1 січня, 2-5 січня — святкові дні, свято також називається «Новорічні канікули» (Новогодние каникулы). Свято продовжується 6 і 8 січня, а Різдво — 7 січня оголошене неробочим днем згідно із законом. До 2005 року тільки 1 і 2 січня було святковим днем.

### Різдво
Різдво в Росії (Рождество Христово) святкують 7 січня, це державне свято за юліанським календарем Російської Православної Церкви. Державне свято відновлене у 1991 році, після десятиліть придушення релігії і державного атеїзму Радянського Союзу. Різдво 25 грудня відзначається в Росії Римо-католицькою і різними протестантськими церквами, але не є державним святом. Незважаючи на це, свято популярне.

### День захисника Вітчизни
День захисника Вітчизни (День Радянської Армії, День защитника Отечества) відзначається 23 лютого. З 2002 року за рішенням Державної думи є неробочим днем. Є неформальним народним святом чоловіків, який святкується як колегами в своїх колективах, так і в сім'ях, і носить масовий характер.

### Міжнародний жіночий день
Міжнародний жіночий день відзначається 8 березня. У 1913 й 1914 роках, у рамках руху за мир напередодні Першої світової війни, у Європі жінки організували в кінці лютого або на початку березня мітинги проти війни. Лише 1914 року жіночий день відзначався 8 березня одночасно в шести країнах: Австрії, Данії, Німеччині, Нідерландах, Росії та Швейцарії.

### Свято Весни і Праці
Як День міжнародної солідарності трудящих 1 травня щорічно відзначають комуністи, анархісти та інші опозиційні організації. Ці заходи супроводжуються висуненням гострих соціальних і політичних гасел.
Зі святом травня тісно пов'язане виникнення травневок (майовок). Це зібрання всієї родини або компанії для проведення пікніків. Пікніки проводяться 1 або 2 травня. Ця традиція святкування на природі була придумана в СРСР і збереглася.

### День Перемоги
День Перемоги (День Победы) відзначають щорічно 9 травня «на згадку про переможне завершення Великої Вітчизняної війни радянського народу проти німецько-фашистських загарбників». У Радянському Союзі День Перемоги був оголошений неробочим днем Указом Президії Верховної Ради СРСР від 26 квітня 1965 року як «Свято Перемоги радянського народу у Великій Вітчизняній війні 1941—1945 рр.».
З тих пір на Червоній площі стали щорічно проводити паради. Святкові ходи на честь Дня Перемоги також проходять у всіх містах-героях, військових округах кількох великих містах Росії.

### День Росії
День Росії (День России) — вихідний день, що відзначається 12 червня, у день прийняття Декларації про державний суверенітет РРФСР 1990 року. У День Росії в Кремлі президент Росії вручає Державні премії РФ. У Москві на Червоній площі проходять урочистості, які закінчуються святковим салютом. 12 червня часто називають «Днем незалежності Росії».

### День народної єдності
День народної єдності (День народного единства) — святкується щорічно 4 листопада з 2005 року. До Жовтневого перевороту 1917 року відмічався під назвою дня Казанської ікони Божої Матері. 4-го листопада 1612 р. воїни народного ополчення на чолі з Кузьмою Мініним і Дмитром Пожарським штурмом взяли Китай-город.

## Список
Згідно ст. 112 Трудового кодексу РФ, при збігах вихідних і неробочих святкових днів вихідний день переноситься на наступний після святкового робочого дня. З метою раціонального використання працівниками вихідних і неробочих святкових днів Уряд Російської Федерації має право переносити вихідні та (або) робочі дні на інші дні (так, наприклад, при перенесенні вихідного дня на понеділок — робочий день переноситься на «найближчу» суботу). Це правило не діє при змінній роботі, оскільки при змінній роботі — вихідні дні можуть «випадати» на робочий тиждень.
| Дата                          | Назва |
| ----------------------------- | --- |
| 1—6, 8 січня (неробочий день) | Новорічні канікули (святкові дні) |
| 7 січня (неробочий день)      | Різдво Христове (святковий день) |
| 12 січня                      | День працівника прокуратури Російської Федерації |
| 13 січня                      | День російського друку |
| 21 січня                      | День інженерних військ (пам'ятний день) |
| 25 січня                      | Тетянин день (день російського студентства) |
| 27 січня                      | День зняття блокади міста Ленінграда (день військової слави Росії) |
| 2 лютого                      | День розгрому радянськими військами німецько-фашистських військ у Сталінградській битві (1943 рік) (день військової слави Росії) |
| 8 лютого                      | День російської науки |
| 9 лютого                      | День працівника цивільної авіації День працівників складського господарства |
| 10 лютого                     | День дипломатичного працівника |
| 15 лютого                     | День пам'яті воїнів-інтернаціоналістів (пам'ятна дата) |
| 17 лютого                     | День російських студентських загонів |
| 23 лютого (неробочий день)    | День захисника Вітчизни (святковий день) |
| 27 лютого                     | День Сил спеціальних операцій |
| 1 березня                     | День експерта-криміналіста, День кота |
| 8 березня (неробочий день)    | Міжнародний жіночий день (святковий день) |
| Друга неділя березня          | День працівників геодезії і картографії |
| 11 березня                    | День працівника органів наркоконтролю |
| 12 березня                    | День працівників кримінально-виконавчої системи Мін'юсту |
| Третя неділя березня          | День працівників торгівлі, побутового обслуговування населення та житлово-комунального господарства |
| 19 березня                    | День моряка-підводника |
| 23 березня                    | День працівників гідрометеорологічної служби Росії |
| 25 березня                    | День працівника культури Росії |
| 27 березня                    | День внутрішніх військ МВС Росії |
| 29 березня                    | День фахівця юридичної служби |
| 1 квітня                      | День сміху |
| 2 квітня                      | День єднання народів (святковий день) |
| 8 квітня                      | День працівників військкоматів |
| Перша неділя квітня           | День геолога |
| 11 квітня                     | Міжнародний день визволення в'язнів нацистських концтаборів (пам'ятна дата) |
| 12 квітня                     | День космонавтики (пам'ятна дата) |
| Друга неділя квітня           | День військ протиповітряної оборони (пам'ятний день)) |
| 15 квітня                     | День фахівця з радіоелектронної боротьби |
| 18 квітня                     | День перемоги російських воїнів князя Олександра Невського над німецькими лицарями на Чудському озері (Льодове побоїще , 1242 рік) (день військової слави Росії) |
| 19 квітня                     | День російської поліграфії |
| 21 квітня                     | День місцевого самоврядування |
| 26 квітня                     | День пам'яті загиблих в радіаційних аваріях і катастрофах |
| 27 квітня                     | День нотаріуса День російського парламентаризму |
| 28 квітня                     | Міжнародний день охорони праці |
| 30 квітня                     | День пожежної охорони |
| 1 травня (неробочий день)     | Свято Весни і Праці (святковий день) |
| 7 травня                      | День радіо, свято працівників всіх галузей зв'язку День Президентського полку |
| 9 травня (неробочий день)     | День Перемоги (святковий день, день військової слави Росії) |
| Остання неділя травня         | День хіміка |
| 20 травня                     | Всесвітній день метрології Всесвітній день лікаря-травматолога |
| 21 травня                     | День полярника |
| 24 травня                     | День слов'янської писемності і культури (святковий день) День кадрового працівника |
| 25 травня                     | День філолога |
| 26 травня                     | День російського підприємництва |
| 27 травня                     | Загальноросійський день бібліотек |
| 28 травня                     | День прикордонника |
| 31 травня                     | День російської адвокатури |
| 1 червня                      | Міжнародний день захисту дітей (міжнародне свято) |
| 2 червня                      | День супутникового моніторингу та навігації |
| 5 червня                      | День еколога |
| 6 червня                      | Пушкінський день Росії (святковий день) |
| 8 червня                      | День соціального працівника |
| 12 червня (неробочий день)    | День Росії (державний святковий день) |
| Друга неділя червня           | День працівників текстильної і легкої промисловості |
| 14 червня                     | День працівників міграційної служби |
| Третя неділя червня           | День медичного працівника |
| Остання субота червня         | День винахідника і раціоналізатора |
| 22 червня                     | День пам'яті і скорботи |
| 27 червня                     | День молоді (святковий день) |
| 29 червня                     | День партизан і підпільників (пам'ятна дата) |
| 30 червня                     | День економіста |
| 3 липня                       | День ДАІ |
| Перша неділя липня            | День працівників морського і річкового флоту |
| 8 липня                       | День сім'ї, любові і вірності |
| 10 липня                      | День перемоги російської армії під командуванням Петра Першого над шведами в Полтавській битві (1709 рік) (день військової слави Росії) |
| 12 липня                      | День фотографа |
| 17 липня                      | День етнографа |
| 25 липня                      | День зубного техніка |
| 28 липня                      | День хрещення Русі (988 рік) (пам'ятна дата) |
| Друга неділю липня            | День рибалки День російської пошти |
| Третя неділя липня            | День металурга |
| Четверта субота липня         | День робітника торгівлі |
| Остання п'ятниця липня        | День системного администратора |
| Остання неділя липня          | День Військово-Морського Флоту (пам'ятний день) |
| 1 серпня                      | День Тилу Збройних Сил Російської Федерації (пам'ятний день) День пам'яті російських воїнів, загиблих у Першій світовій війні Всеросійський день інкасатора |
| 2 серпня                      | День Повітряно-десантних військ |
| Перша неділя серпня           | День залізничника |
| 6 серпня                      | День залізничних військ (пам'ятний день) |
| 9 серпня                      | День першої в російській історії морської перемоги російського флоту під командуванням Петра Першого над шведами біля мису Гангут (1714 рік) (день військової слави Росії) |
| 12 серпня                     | День Військово-повітряних сил (пам'ятний день) |
| Друга субота серпня           | День фізкультурника |
| Друга неділя серпня           | День будівельника |
| Третя неділя серпня           | День Повітряного Флоту Росії |
| 15 серпня                     | День археолога |
| 22 серпня                     | День Державного прапора Російської Федерації (святковий день) |
| 23 серпня                     | День розгрому радянськими військами німецько-фашистських військ в Курській битві (1943 рік) (день військової слави Росії) |
| Остання неділя серпня         | День шахтаря |
| 27 серпня                     | День російського кіно |
| 1 вересня                     | День знань (святковий день) |
| 2 вересня                     | День російської гвардії (пам'ятний день) День закінчення Другої світової війни (пам'ятна дата) |
| 3 вересня                     | День солідарності в боротьбі з тероризмом (пам'ятна дата) |
| 4 вересня                     | День фахівця з ядерного забезпечення |
| Перша неділя вересня          | День працівників нафтової і газової промисловості |
| 8 вересня                     | День Бородінської битви російської армії під командуванням М. І. Кутузова з французькою армією (1812 рік) (день військової слави Росії) День фінансиста |
| 11 вересня                    | День перемоги російської ескадри під командуванням Ф. Ф. Ушакова над турецькою ескадрою біля мису Тендра (1790 рік) (день військової слави Росії) |
| 13 вересня                    | День програміста |
| Друга неділя вересня          | День танкіста |
| 19 вересня                    | День зброяра |
| 21 вересня                    | День перемоги російських полків на чолі з великим князем Дмитром Донським над монголо-татарськими військами в Куликовській битві (1380 рік) (день військової слави Росії) День зародження російської державності (862 рік) |
| Третя неділя вересня          | День працівників лісу і лісопереробної промисловості |
| 24 вересня                    | День системного аналітика |
| 27 вересня                    | Всесвітній день туризму |
| 28 вересня                    | День працівника атомної промисловості |
| 30 вересня                    | День перекладача |
| Остання неділя вересня        | День машинобудівника |
| 1 жовтня                      | День людей похилого віку (святковий день) День Сухопутних військ (Росія) (пам'ятний день) |
| 4 жовтня                      | День космічних військ (пам'ятний день) |
| 5 жовтня                      | День вчителя |
| 6 жовтня                      | День російського страховика |
| 19 жовтня                     | Всеросійський день ліцеїста |
| 20 жовтня                     | День військового зв'язківця |
| 22 жовтня                     | День фінансово-економічної служби (Пам'ятний день Збройних Сил Російської Федерації) |
| 23 жовтня                     | День працівників реклами |
| 24 жовтня                     | День підрозділів спеціального призначення (пам'ятний день) |
| 25 жовтня                     | День митника Російської Федерації |
| Друга неділя жовтня           | День працівника сільського господарства і переробної промисловості |
| Третя неділя жовтня           | День працівників дорожнього господарства |
| Остання неділя жовтня         | День автомобіліста |
| 29 жовтня                     | День позавідомчої охорони |
| 30 жовтня                     | День пам'яті жертв політичних репресій День інженера-механіка |
| 31 жовтня                     | День працівників СІЗО і в'язниць |
| 1 листопада                   | День менеджера День судового пристава Російської Федерації |
| 4 листопада (неробочий день)  | День народної єдності (святковий день, день військової слави Росії). |
| 5 листопада                   | День військового розвідника |
| 7 листопада                   | День проведення військового параду на Червоній площі в Москві в ознаменування двадцять четвертої річниці Великої Жовтневої соціалістичної революції (1941 рік) (день військової слави Росії) Річниця Великої Жовтневої соціалістичної революції (пам'ятна дата) День злагоди і примирення (відзначається з 1996 року) (святковий день) |
| 10 листопада                  | День поліції |
| 11 листопада                  | День економіста |
| 13 листопада                  | День військ радіаційного, хімічного і біологічного захисту (пам'ятний день) |
| 14 листопада                  | День соціолога |
| 19 листопада                  | День ракетних військ і артилерії (Росія) (пам'ятний день) |
| 21 листопада                  | День працівника податкових органів Російської Федерації |
| 22 листопада                  | День психолога |
| 27 листопада                  | День оцінювача День морської піхоти |
| Остання неділя листопада      | День матері (святковий день) |
| 30 листопада                  | Міжнародний день захисту інформації |
| 1 грудня                      | День перемоги російської ескадри під командуванням Нахімова над турецькою ескадрою біля мису Синоп (1853 рік) (день військової слави Росії) |
| 3 грудня                      | День Невідомого солдата (пам'ятна дата) День юриста |
| 5 грудня                      | День початку контрнаступу радянських військ проти німецько-фашистських військ у битві під Москвою (1941 рік) (день військової слави Росії) |
| 9 грудня                      | День Героїв Вітчизни (пам'ятна дата) |
| 12 грудня                     | День Конституції Російської Федерації (державне свято, пам'ятна дата) У 1994-2004 роках був неробочим днем. |
| 17 грудня                     | День Ракетних військ стратегічного призначення (пам'ятний день) |
| 19 грудня                     | День працівника військової контррозвідки Російської Федерації |
| 20 грудня                     | День працівника органів безпеки Російської Федерації |
| 22 грудня                     | День енергетика |
| 24 грудня                     | День взяття турецької фортеці Ізмаїл російськими військами під командуванням Суворова (1790 рік) (день військової слави Росії) |
| 27 грудня                     | День рятувальника Російської Федерації |

Пояснення
- Неробочі святкові дні в Росії — додаткові вихідні дні, пов'язані зі святами. Перераховано в ст. 112 Трудового кодексу Росії.

Крім неробочих святкових днів, в Росії встановлені робочі святкові дні — свята, які не є додатковими вихідними, але в які проводяться урочисті заходи. Встановлюються також дні пам'яті. У День пам'яті і скорботи 22 червня в установах культури, на телебаченні і радіо скасовуються розважальні заходи і передачі протягом всього дня.
- Професійні свята встановлюються в знак визнання заслуг працівників галузей народного господарства і різних сфер діяльності.
- Пам'ятні дні встановлюються в честь значних подій і знаменних дат в історії або історії Росії.
- Дні військової слави (переможні дні) Росії встановлюються в ознаменування славних перемог російських військ, які відіграли вирішальну роль в історії Росії.
- Пам'ятні дати Росії — офіційно встановлені пам'ятні дати в історії Росії, пов'язані з найважливішими історичними подіями в житті держави і суспільства.

## Регіональні свята

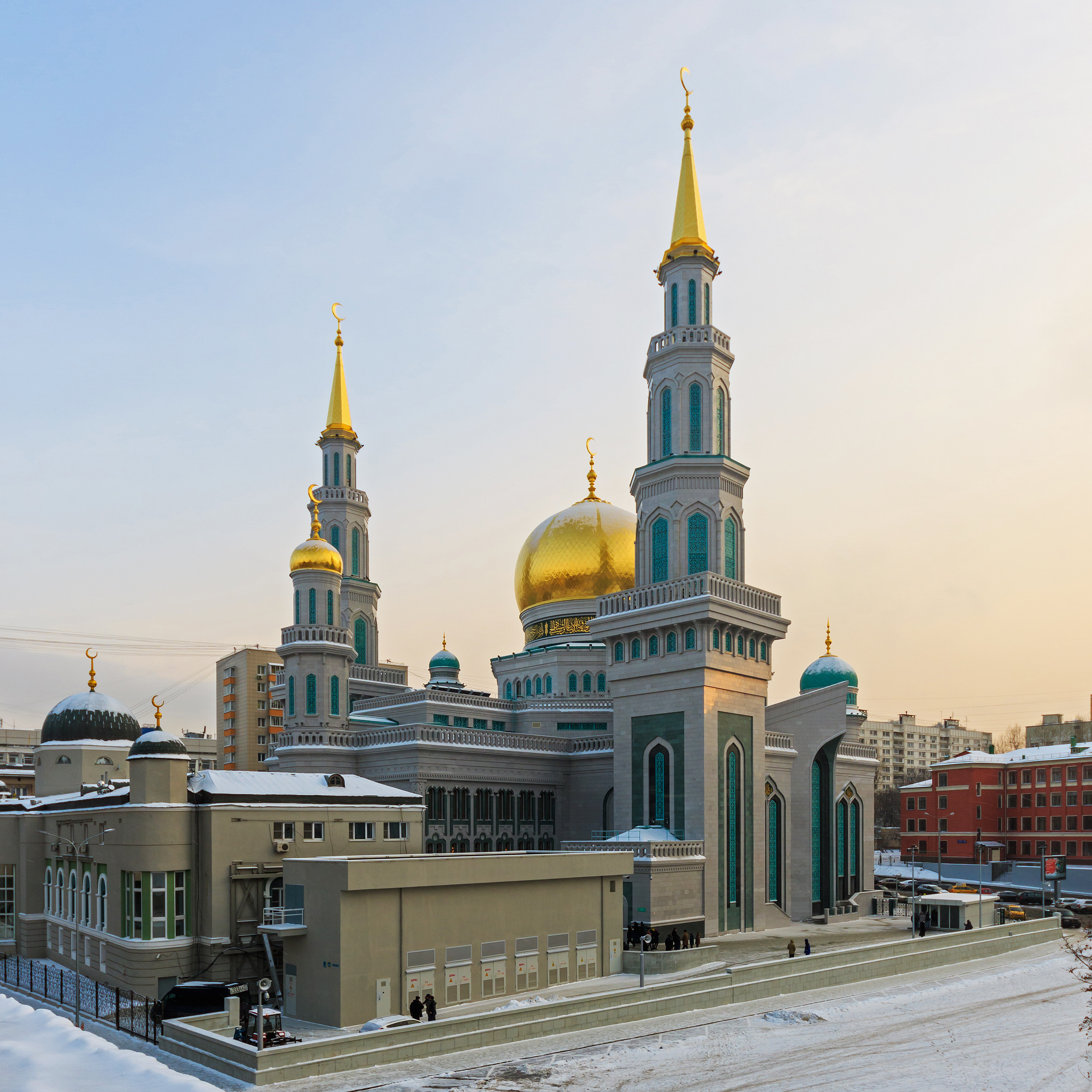
Московська соборна мечеть. Іслам є другою за чисельністю віруючих релігією після християнства, тож ісламські свята — офіційні у кількох регіонах.

Суб'єкти Федерації можуть встановлювати додаткові святкові дні відповідно до традицій. Нижче перераховані регіональні свята, які є вихідними днями.

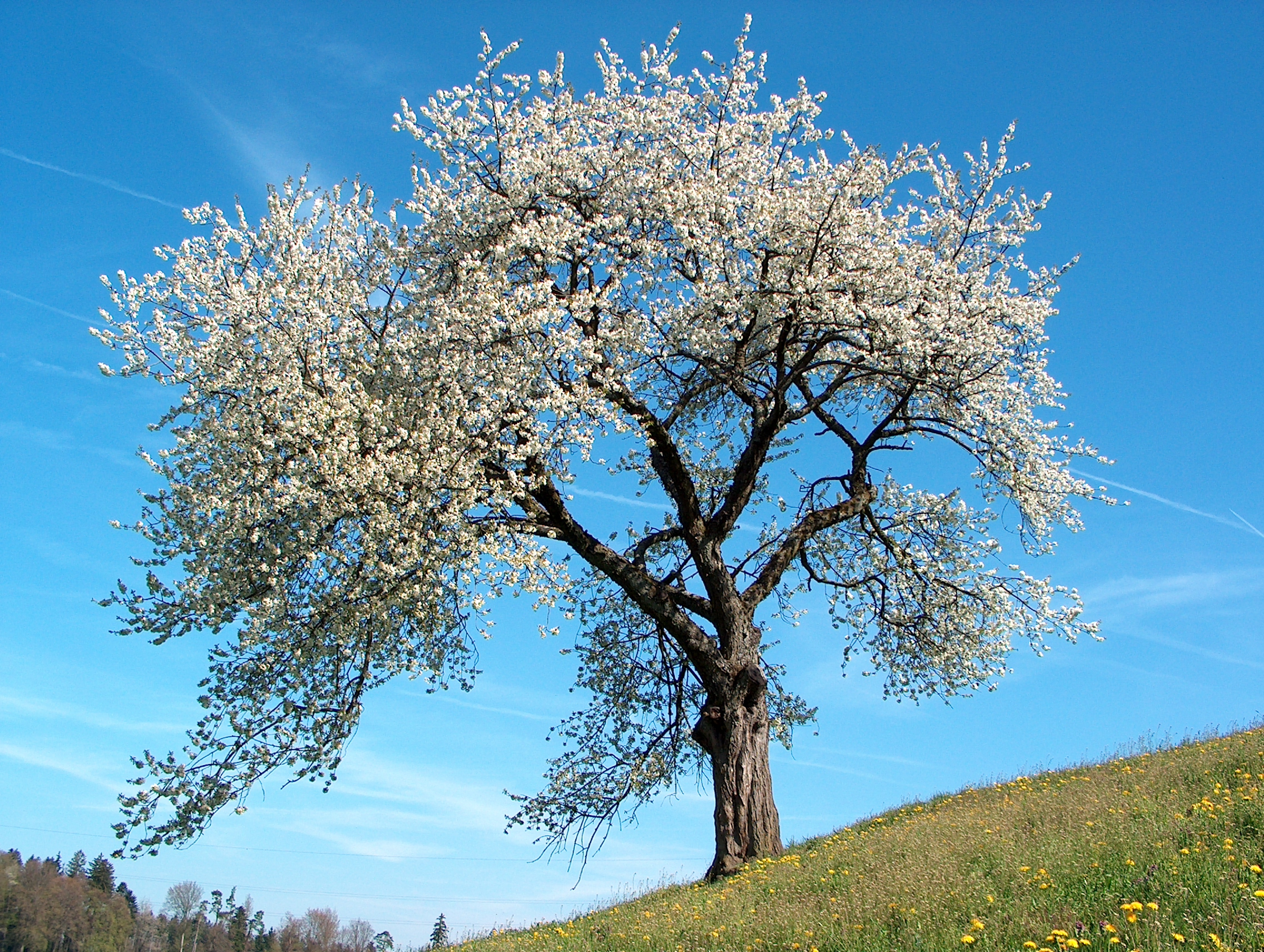
Новруз — свято нового року за астрономічним сонячним календарем у іранських і тюркських народів.

Курсивом позначені робочі дні.
- Свята Татарстану — Сабантуй, Новруз, Курбан-байрам, Ураза-Байрам, День Республіки Татарстан, День Конституції Республіки Татарстан, Каравон
- Свята Башкортостану — Сабантуй, Курбан-байрам, Ураза-Байрам, День Республіки Башкортостан
- Свята Чувашії — День Чуваської республіки
- Свята Саха — Исиах, День Республіки Саха (Якутія)
- Свята та пам'ятні дати Калмикії — сагаалган, День прийняття Степового Уложення (Конституції) Республіки Калмикія, День народження Будди Шак'ямуні, Зул, День пам'яті жертв депортації калмицького народу
- Свята Бурятії — Перший день Нового року за місячним календарем — свято Білого місяця «Сагаалган»
- Свята Удмуртії — Гербер (свято), День Державності Удмуртської Республіки, «День бабусі», День підприємця
- Свята Адигеї — Курбан-байрам, Ураза-Байрам, День Освіти Республіки Адигея
- Свята Дагестану — Курбан-байрам, Ураза-Байрам, День Конституції Республіки Дагестан
- Свята Інгушетії — Курбан-байрам, Ураза-Байрам, День Освіти Республіки Інгушетія
- Свята Карачаєво-Черкесії — Курбан-байрам, Ураза-Байрам, День відродження карачаївського народу
- Свята Чечні — Курбан-байрам, Ураза-Байрам, День миру в Чеченській Республіці
- Свята Кабардино-Балкарії — Курбан-байрам, Ураза-Байрам, День відродження балкарського народу, День пам'яті адигів (черкесів) — жертв Російсько-Кавказької Війни, День державності Кабардино-Балкарської Республіки (День Республіки)
- Свята Республіки Алтай — Чага-Байрам
- Свята Туви — Сагаалган, День Республіки Тива
- Свята Мордовії — Акша Келу, Раскень озкс
- Свята Саратовської області — Радонуниця
- Свята Брянської області — День визволення міста Брянська, Радонуниця
- Свята Республіки Комі — День Республіки Комі
- Свята Республіки Хакасія — Тум-Пайр

## Свята на окупованих територіях
- Свята Республіки Крим[43][44] — День возз'єднання Криму з Росією[45], День прийняття Криму, Тамані та Кубані до складу Російської імперії, Світлий понеділок, Трійця, Ураза-Байрам, Курбан-байрам
- Свята Севастополя[43][45][44] — День возз'єднання Криму з Росією, День прийняття Криму, Тамані та Кубані до складу Російської імперії, Світлий понеділок, Трійця